# Малка-Верея
Малка-Верея (болг. Малка Верея) — село в Болгарии. Находится в Старозагорской области, входит в общину Стара-Загора. Население составляет 546 человек.

## Политическая ситуация
В местном кметстве Малка-Верея, в состав которого входит Малка-Верея, должность кмета (старосты) исполняет Неделчо Велев Неделчев (Политическое движение социал-демократов (ПДСД)) по результатам выборов правления кметства.
Кмет (мэр) общины Стара-Загора — Светлин Танчев (Граждане за европейское развитие Болгарии (ГЕРБ)) по результатам выборов в правление общины.